# かみかぜいのうえ
かみかぜ いのうえ(1952年6月6日- ）は、日本の画家。
現在、（仏）テーラー財団 永久会員・パリ国際サロン会員・JIAS日本国際美術家協会会員・新エコールドパリ浮世・絵美術家協会創立会員である。また、BIANGE展主宰・ミニ美術館ひろ代表でもある。

## 略歴
- 1952年 - 佐賀県唐津市肥前町に生まれる
- 1987年 - 35歳で油絵を描き始める
- 1989年 - 初個展 （ギャラリー欅）
- 1998年 - 愛知県岡崎市に「ミニ美術館ひろ」を設立
- 1999年 - 美術年鑑初登録〔現在評価 1号65,000円）
- 1999年 - 「天使のらくがき」シリーズを描き始める

（個展 岡崎西武百貨店、セントラルギャラリーなど 外遊 スペイン、フランス、アメリカ、中国）

## 受賞歴等
- 1991年 - 第40回豊田美術展  奨励賞受賞
- 1998年 - 第48回中部ニ科展 新人賞受賞
- 2000年 - スペインバレンシア国際美術展出品 / グランコレクショナブレ名誉賞受賞
- 2000年 - 第8回パリ国際サロン初出品
- 2001年 - スペインセビリア国際アートエキスポ出品
- 2001年 - 日仏中現代美術世界展出品（北京美術館）
- 2001年 - パリ国際サロン会員に推挙される
- 2001年 - 第1回日仏代表作家展出品〔ランブイエ城）
- 2001年 - 日仏現代絵画世界展 愛知県知事賞 受賞
- 2001年 - 第3回 ドローイング、デッサン、版画展 / 愛知県教育委員会賞 受賞
- 2003年 - イタリア美術賞展 マリア・クラウディア・シモッティ賞受賞
- 2005年 - ル・サロン展（仏芸術家協会） 初入選
- 2005年 - ジャン・マリ・ザッキ（ル・サロン名誉会長) / かみかぜいのうえ二人展 開催
- 2005年 - 第13回パリ国際サロン アンビーユ賞受賞
- 2006年 - （仏） テーラー財団美術協会会員推挙
- 2007年 - 第218回 ル・サロン展（仏芸術家協会）入選
- 2008年 - 第11回西湖芸術博覧会(中国) / 地球塊宝賞受賞
- 2010年 - 新エコールドパリ浮世・絵美術家協会創立会員に推挙される

## 掲載誌・取材等
- 2000年 - 芸術交流アルテクス №8 (カラー1/4頁)
- 2000年 - Bian美庵vol .5(カラー1頁 )
- 2003年 - NHK「ウィークエンド中部」
- 2004年 - 美術年鑑社 企画版（カラー1頁）
- 2004年 - NHK「おーい、ニッポン：とことん愛知」
- 2005年 - 中部日本放送「晴れ・どきドキ晴れ」
- 2006年 - 仏ユニベール・デザール誌 （カラー1/6頁)
- 2006年 - 美術の窓 5月号(モノクロ1/6頁)

## 代表作品
- ポリスマン(アクリルＦ4号)：2001年
- 天使のらくがき(D F50号)：2001年スペイン国際アートエキスポ出品
- 天使の夢(油彩 Ｆ10号)：2001年スペイン国際美術展受賞作 第一回日仏代表作家展出品
- 天使のらくがき3A(アクリルＦ50号)：2003年パリ国際サロン出品作品
- 天使の願い(A アクリルＦ50号)：2005年アンビーユ賞 受賞作
- 天使のらくがき(5B アクリルＦ40号)：2005年第217回ル・サロン入選作品
- パリの印象(アクリル F8号)：2006年
- 響(アクリル・墨汁 F6号)：2007年